# Drepanosticta
Drepanosticta é um género de libelinha da família Platystictidae.
Este género contém as seguintes espécies:
- Drepanosticta adami
- Drepanosticta austeni
- Drepanosticta hilaris
- Drepanosticta montana
- Drepanosticta submontana
- Drepanosticta wildermuthi Villanueva & Schorr, 2011[1]